# Persone di nome J.
| Questa pagina contiene informazioni ricavate automaticamente dalle voci biografiche con l'ausilio del template Bio e di un bot. L'aggiornamento è periodico e automatico e ricostruisce completamente la pagina. Se manca una persona in questa lista, sei pregato di non aggiungerla, ma accertati piuttosto che la sua voce biografica contenga il template Bio e che i dati anagrafici siano correttamente compilati. Se il template Bio manca, inseriscilo tu stesso o, in alternativa, metti l'avviso {{tmp\|Bio}} che ne segnala la mancanza. Se i dati riportati sono sbagliati, correggi direttamente la voce biografica; le modifiche saranno visibili in questa lista entro pochi giorni. Per chiarimenti vedi il progetto antroponimi. La lista contiene solo le 55 persone che sono citate nell'enciclopedia e per le quali è stato implementato correttamente il template Bio. Pagina aggiornata al 16 ott 2024. |

Questa è una lista di persone presenti nell'enciclopedia che hanno il prenome J., suddivise per attività principale.

## Astronomi(3)
- J. Dave Mendenhall, astronomo statunitense
- Duncan Waldron, astronomo scozzese (Glasgow)
- J. Scott Weaver, astronomo statunitense (n. 1940 - † 2008)

## Attori(12)
- J. Kenneth Campbell, attore statunitense (Flushing, n. 1947)
- J. Trevor Edmond, attore statunitense (Encino, n. 1969)
- J. Harrison Ghee, attore statunitense (Fayetteville, n. 1989)
- J. Frank Glendon, attore statunitense (Choteau, n. 1886 - Hollywood, † 1937)
- J. Jiquel Lanoe, attore francese
- J. Carrol Naish, attore statunitense (New York, n. 1896 - La Jolla, † 1973)
- J. R. Ramirez, attore cubano (Matanzas, n. 1980)
- J. August Richards, attore statunitense (Washington, n. 1973)
- J. Barney Sherry, attore statunitense (Germantown, n. 1874 - Filadelfia, † 1944)
- J. B. Smoove, attore statunitense (Plymouth, n. 1964)
- J. T. Walsh, attore statunitense (San Francisco, n. 1943 - La Mesa, † 1998)
- J. D. Williams, attore statunitense (Newark, n. 1978)

## Attrici(1)
- J. Smith-Cameron, attrice statunitense (Louisville, n. 1957)

## Baritoni(1)
- J. Harold Murray, baritono e attore statunitense (South Berwick, n. 1891 - Killingworth, † 1940)

## Calciatori(2)
- J. Kieffer, calciatore lussemburghese
- Rémy, calciatore lussemburghese

## Cestisti(1)
- Collis Jones, ex cestista statunitense (Washington, n. 1949)

## Chitarristi(2)
- J. Geils, chitarrista statunitense (New York, n. 1946 - Groton, † 2017)
- J. B. Lenoir, chitarrista statunitense (Monticello, n. 1929 - Urbana, † 1967)

## Clavicembalisti(1)
- J. Feyzeau, clavicembalista francese

## Compositori(2)
- Joseph Keirn Brennan, compositore statunitense (San Francisco, n. 1873 - Hollywood, † 1948)
- J. Peter Robinson, compositore e direttore d'orchestra britannico (Buckinghamshire, n. 1945)

## Criminali(1)
- Red Rountree, criminale statunitense (Brownwood, n. 1912 - Springfield, † 2004)

## Direttori della fotografia(1)
- J. Roy Hunt, direttore della fotografia statunitense (Caperton, n. 1884 - Sheffield, † 1972)

## Drammaturghi(2)
- J. Hartley Manners, commediografo e attore statunitense (Londra, n. 1870 - New York, † 1928)
- J. T. Rogers, drammaturgo statunitense (n. 1968)

## Ecologi(1)
- J. Michael Fay, ecologo e ambientalista statunitense (Plainfield, n. 1956)

## Fisici(1)
- J. Robert Oppenheimer, fisico statunitense (New York, n. 1904 - Princeton, † 1967)

## Golfisti(1)
- J. van de Wynckélé, golfista francese

## Matematici(2)
- J. P. de Fauré, matematico svizzero
- J. Arthur Seebach, matematico statunitense (n. 1938 - † 1996)

## Medici(2)
- J. Michael Criley, medico statunitense (n. 1931)
- Nozipo Maraire, medico e scrittrice zimbabwese (Salisbury, n. 1966)

## Modelli(1)
- J. Alexander, modello e personaggio televisivo statunitense (South Bronx, n. 1958)

## Musicisti(1)
- J. Peter Schwalm, musicista, produttore discografico e compositore tedesco (Francoforte sul Meno, n. 1970)

## Orientalisti(1)
- Brian Peckham, orientalista canadese (Montréal, n. 1934 - Toronto, † 2008)

## Pastori protestanti(1)
- J. F. Oberlin, pastore protestante e filantropo francese (Strasburgo, n. 1740 - Waldersbach, † 1826)

## Patologi(1)
- Robin Warren, patologo australiano (Adelaide, n. 1937 - Perth, † 2024)

## Produttori televisivi(1)
- J. Michael Mendel, produttore televisivo statunitense (Radford, n. 1964 - Los Angeles, † 2019)

## Psichiatri(1)
- J. Anderson Thomson, psichiatra e scrittore statunitense (n. 1948)

## Registi(2)
- J. Gordon Edwards, regista e sceneggiatore canadese (Montréal, n. 1867 - New York, † 1925)
- J. Charles Haydon, regista, attore e sceneggiatore statunitense (Frederick, n. 1875 - Baltimora, † 1943)

## Sceneggiatori(1)
- J. Edward Hungerford, sceneggiatore statunitense (n. 1883 - Los Angeles, † 1964)

## Sciatori alpini(1)
- J. Andrew Martin, ex sciatore alpino statunitense (n. 1974)

## Scrittori(5)
- J. G. Ballard, scrittore britannico (Shanghai, n. 1930 - Shepperton, † 2009)
- Jesús Blancornelas, scrittore e giornalista messicano (San Luis Potosí, n. 1936 - Tijuana, † 2006)
- J. Thomas Looney, scrittore britannico (South Shields, n. 1870 - Swadlincote, † 1944)
- J. H. Rosny aîné, scrittore, saggista e filosofo belga (Bruxelles, n. 1856 - Parigi, † 1940)
- J. D. Salinger, scrittore statunitense (New York, n. 1919 - Cornish, † 2010)

## Tennisti(2)
- J. Defert, tennista francese
- Pancho Guzmán, ex tennista ecuadoriano (Guayaquil, n. 1946)

## Zoologi(1)
- Austin Roberts, zoologo sudafricano (Pretoria, n. 1883 - Lusikisiki, † 1948)